# Sigrid Kähler
Sigrid Kähler (12. maj 1874 i Næstved – 9. maj 1923 i Skt. Jørgensbjerg) var en dansk kunstmaler.
Sigrid Kähler var datter af keramikeren Herman Kähler, ejeren af Kählers keramiske fabrik, og Jansine Elisabeth Christine Store. Hun arbejdede i faderens værksted, hvor hun fortrinsvis udførte dekorationsmalerier især med blomstermotiver.
I 1895 mødte hun kunstmaleren L.A. Ring, der på det tidspunkt havde sin daglige gang i Kählers værksted. Parret blev gift den 25. juli 1896 og fik tre børn. Efter giftermålet lagde Sigrid Kähler sit eget kunstneriske virke på hylden og helligede sig husarbejdet.
Parret flyttede først sammen i Karrebæksminde ved Næstved. De flyttede senere til Frederiksværk før de flyttede ind i en gammel skole i Baldersbrønde ved Hedehusene.
I 1913 købte L.A. Ring en grund i Roskilde og året efter blev der opført et hus til parret, hvor de boede til deres død.
Sigrid Kähler døde af tuberkulose og er begravet på Skt. Ibs Kirkegård i Roskilde.

## Galleri
- L. A. Ring: Lampelys. Interiør med kunstnerens hustru (1898)
- L. A. Ring: Forår (1895)